# Хосе Даніель Діас
Хосе Даніель Діас Робертті (ісп. José Daniel Díaz Robertti; нар. 22 лютого 1989, Акарігуа штат Португеса) — венесуельський борець вільного стилю, чемпіон та п'ятиразовий бронзовий призер Панамериканських чемпіонатів, срібний та дворазовий бронзовий призер Панамериканських ігор, чемпіон Південноамериканських гор, дворазовий бронзовий призер Центральноамериканських і Карибських ігор, срібний призер Центральноамериканського і Карибського чемпіонату, срібний призер Боліваріанських гор з греко-римської боротьби, учасник двох Олімпійських ігор.

## Біографія
Боротьбою почав займатися з 2003 року. Виступав за спортивний клуб Університету Карабобо, Валенсія, штат Карабобо. Тренер — Ектор Чирінос (з 2012).

## Спортивні результати на міжнародних змаганнях

### Виступи на Олімпіадах
| Змагання                    | Збірна    | Вагова категорія          | Місце |
| --------------------------- | --------- | ------------------------- | ----- |
| Літні Олімпійські ігри 2012 | Венесуела | вільна боротьба, до 84 кг | 17    |
| Літні Олімпійські ігри 2016 | Венесуела | вільна боротьба, до 97 кг | 18    |

### Виступи на Чемпіонатах світу
| Змагання                        | Збірна    | Вагова категорія          | Місце |
| ------------------------------- | --------- | ------------------------- | ----- |
| Чемпіонат світу з боротьби 2011 | Венесуела | вільна боротьба, до 84 кг | 31    |
| Чемпіонат світу з боротьби 2013 | Венесуела | вільна боротьба, до 84 кг | 29    |
| Чемпіонат світу з боротьби 2015 | Венесуела | вільна боротьба, до 97 кг | 11    |
| Чемпіонат світу з боротьби 2018 | Венесуела | вільна боротьба, до 97 кг | 11    |
| Чемпіонат світу з боротьби 2019 | Венесуела | вільна боротьба, до 97 кг | 14    |

### Виступи на Панамериканських чемпіонатах
| Змагання                                   | Збірна    | Вагова категорія           | Місце  |
| ------------------------------------------ | --------- | -------------------------- | ------ |
| Панамериканський чемпіонат з боротьби 2010 | Венесуела | вільна боротьба, до 84 кг  | Бронза |
| Панамериканський чемпіонат з боротьби 2012 | Венесуела | вільна боротьба, до 84 кг  | Бронза |
| Панамериканський чемпіонат з боротьби 2015 | Венесуела | вільна боротьба, до 97 кг  | 7      |
| Панамериканський чемпіонат з боротьби 2016 | Венесуела | вільна боротьба, до 97 кг  | Золото |
| Панамериканський чемпіонат з боротьби 2017 | Венесуела | вільна боротьба, до 97 кг  | 7      |
| Панамериканський чемпіонат з боротьби 2018 | Венесуела | вільна боротьба, до 97 кг  | Бронза |
| Панамериканський чемпіонат з боротьби 2019 | Венесуела | вільна боротьба, до 97 кг  | Бронза |
| Панамериканський чемпіонат з боротьби 2020 | Венесуела | вільна боротьба, до 97 кг  | 4      |
| Панамериканський чемпіонат з боротьби 2022 | Венесуела | вільна боротьба, до 125 кг | Бронза |

### Виступи на Панамериканських іграх
| Змагання                  | Збірна    | Вагова категорія          | Місце  |
| ------------------------- | --------- | ------------------------- | ------ |
| Панамериканські ігри 2011 | Венесуела | вільна боротьба, до 84 кг | Бронза |
| Панамериканські ігри 2015 | Венесуела | вільна боротьба, до 97 кг | Бронза |
| Панамериканські ігри 2019 | Венесуела | вільна боротьба, до 97 кг | Срібло |

### Виступи на Південноамериканських іграх
| Змагання                       | Збірна    | Вагова категорія          | Місце  |
| ------------------------------ | --------- | ------------------------- | ------ |
| Південноамериканські ігри 2018 | Венесуела | вільна боротьба, до 97 кг | Золото |

### Виступи на Центральноамериканських і Карибських чемпіонатах
| Змагання                                                       | Збірна    | Вагова категорія          | Місце  |
| -------------------------------------------------------------- | --------- | ------------------------- | ------ |
| Центральноамериканський і Карибський чемпіонат з боротьби 2018 | Венесуела | вільна боротьба, до 97 кг | Срібло |

### Виступи на Центральноамериканських і Карибських іграх
| Змагання                                                | Збірна    | Вагова категорія          | Місце  |
| ------------------------------------------------------- | --------- | ------------------------- | ------ |
| Центральноамериканські і Карибські ігри 2014 (Веракрус) | Венесуела | вільна боротьба, до 97 кг | Бронза |
| Центральноамериканські і Карибські ігри 2018            | Венесуела | вільна боротьба, до 97 кг | Бронза |

### Виступи на Боліваріанських іграх
| Змагання                 | Збірна    | Вагова категорія                  | Місце  |
| ------------------------ | --------- | --------------------------------- | ------ |
| Боліваріанські ігри 2022 | Венесуела | греко-римська боротьба, до 130 кг | Срібло |

### Виступи на інших змаганнях
| Змагання                                                               | Збірна    | Вагова категорія           | Місце  |
| ---------------------------------------------------------------------- | --------- | -------------------------- | ------ |
| Меморіал Іона Корнеану 2011                                            | Венесуела | вільна боротьба, до 84 кг  | 5      |
| Олімпійський кваліфікаційний турнір з боротьби 2012 (Кіссіммі-Орландо) | Венесуела | вільна боротьба, до 84 кг  | 5      |
| Олімпійський кваліфікаційний турнір з боротьби 2012 (Тайюань)          | Венесуела | вільна боротьба, до 84 кг  | Золото |
| Гран-прі Парижа з боротьби 2016                                        | Венесуела | вільна боротьба, до 97 кг  | Золото |
| Олімпійський кваліфікаційний турнір з боротьби 2016 (Фріско)           | Венесуела | вільна боротьба, до 97 кг  | Срібло |
| Турнір міста Сассарі 2016                                              | Венесуела | вільна боротьба, до 97 кг  | Бронза |
| Меморіал Вацлава Циолковського 2016                                    | Венесуела | вільна боротьба, до 97 кг  | 7      |
| Гран-прі Німеччини з боротьби 2016                                     | Венесуела | вільна боротьба, до 97 кг  | 7      |
| Відкритий чемпіонат Монголії з боротьби 2017                           | Венесуела | вільна боротьба, до 97 кг  | Золото |
| Cerro Pelado International 2018                                        | Венесуела | вільна боротьба, до 97 кг  | 6      |
| Гран-прі Іспанії з боротьби 2019                                       | Венесуела | вільна боротьба, до 97 кг  | 5      |
| Меморіал Маттео Пелліконе 2020                                         | Венесуела | вільна боротьба, до 97 кг  | 15     |
| Олімпійський кваліфікаційний турнір з боротьби 2020 (Оттава)           | Венесуела | вільна боротьба, до 97 кг  | 5      |
| Турнір Дана Колова — Николи Петрова 2021                               | Венесуела | вільна боротьба, до 125 кг | Срібло |
| Олімпійський кваліфікаційний турнір з боротьби 2020 (Софія)            | Венесуела | вільна боротьба, до 125 кг | 5      |
| Центральноамериканські і Карибські пляжні ігри 2022                    | Венесуела | пляжна боротьба, M +90 кг  | Золото |

### Виступи на змаганнях молодших вікових груп
| Змагання                                      | Збірна    | Вагова категорія          | Місце |
| --------------------------------------------- | --------- | ------------------------- | ----- |
| Чемпіонат світу з боротьби серед юніорів 2009 | Венесуела | вільна боротьба, до 84 кг | 23    |